# Longshi, Hunan
Longshi (kinesiska: 龙市, 龙市乡) är en socken i Kina. Den ligger i provinsen Hunan, i den södra delen av landet, omkring 160 kilometer söder om provinshuvudstaden Changsha. Antalet invånare är 15256. Befolkningen består av 7 315 kvinnor och 7 941 män. Barn under 15 år utgör 21,0 %, vuxna 15-64 år 71 %, och äldre över 65 år 6,0 %.
Genomsnittlig årsnederbörd är 1 778 millimeter. Den regnigaste månaden är maj, med i genomsnitt 282 mm nederbörd, och den torraste är oktober, med 22 mm nederbörd.